# Station Aarup
Station Aarup is een station in Aarup in de  Deense gemeente  Assens. Het station ligt aan de spoorlijn van Nyborg naar Fredericia, de hoofdverbinding tussen Kopenhagen en Jutland. 
Aarup kreeg een station in 1865. Het oorspronkelijke stationsgebouw werd gesloopt en in 1995 vervangen door het huidige gebouw.